# シャクジョウソウ
シャクジョウソウ（錫杖草、学名:Monotropa hypopitys）は、ツツジ科（旧分類ではイチヤクソウ科またはシャクジョウソウ科）シャクジョウソウ属の多年草。葉緑素を欠く腐生植物。別名、シャクジョウバナ（錫杖花）。
古い新エングラー体系ではイチヤクソウ科に、クロンキスト体系ではシャクジョウソウ科に分類されていたが、新しいAPG植物分類体系ではツツジ科に分類される。

## 特徴
植物体全体が淡黄褐色。茎の高さは10-20cmになり、茎には葉が退化した鱗片葉が多数互生し、上部には剛毛が生える。上部の鱗片葉はまばらにつき、下部のものは小型でやや密につく。鱗片葉は広卵形で先はとがる。
花期は6-8月。茎の先端に総状花序をつけ、4-8個の花を下向きにつける。萼片は4-5個あり、長さ1-1.2cmになる長楕円形で外面に剛毛が生え、先端に不規則な歯牙がある。花弁は4-5個あり、長さ1.2-1.5cmになる長楕円形で内外面に長毛が生える。雄蕊は8個あり、子房を囲む。花柱は長さ5-6mmになる。花は最初下向きにつくが次第に上向きになり、果実は上向きになる。果実は蒴果で、径5-6mmの広楕円形になる。
和名は、全形を僧が持つ錫杖に見立てたもの。

## 分布と生育環境
日本では北海道、本州、四国、九州に分布し、山地の林中のやや暗い場所に生育する。世界ではアジア、北アメリカ、ヨーロッパの温帯に広く分布する。

## ギャラリー
- 6月下旬、花は最初下向きにつく。
- 2週間後の左の同一個体群、花は次第に上向きになる。
- 左の同一個体群の1週間後、枯れた花はさらに上向きになる。
- 果時に、蒴果は上向きになる